# Get Smart (1995)
Get Smart is een Amerikaanse komische televisieserie uit 1995, uitgezonden door FOX. De serie is een vervolg op de gelijknamige serie uit 1965. De serie was echter geen succes, en liep derhalve maar 1 seizoen van 7 afleveringen.

## Verhaal
Maxwell Smart, de held uit de vorige serie, is nu het hoofd van CONTROL. Zijn vrouw 99 is inmiddels een succesvolle politicus.
Zach, de zoon van het bekende duo, is de nieuwe hoofdagent van CONTROL. Hij werkt samen met agent 66. De hoofdvijand van CONTROL is nog altijd KAOS, die het nu op de wereldeconomie heeft voorzien. Zach en 66 worden bijgestaan door Trudy, Agent 0 (een meester in vermommen) en in een aflevering agent 13.

## Overzicht
De serie werd gemaakt naar aanleiding van het redelijke succes van de televisiefilm Get Smart, Again!. In de originele versie van het 
scenario voor de nieuwe serie kwamen niet de oorspronkelijke acteurs uit de eerste serie voor.
De serie kon echter het succes van de originele serie niet evenaren.

## Afleveringen
1. Pilot
2. Casino Evil
3. Goodbye Ms. Chip
4. Shoot Up the Charts
5. Passenger 99
6. Wurst Enemies
7. Liver Let Die